# The World as It Is Today
The World as It Is Today – trzeci album progresywnego i awangardowego tria brytyjskiego Art Bears. Zespół powraca na nim do swoich zaangażowanych politycznych i społecznych tematów.

## Muzycy
- Dagmar Krause – wokal
- Fred Frith – gitary, skrzypce, instrumenty klawiszowe, altówka
- Chris Cutler – perkusja, zelektryfikowana perkusja, instrumenty perkusyjne.

## Lista utworów
| 1.  | The Song of Investment Capital Overseas         | 2:38  |
|     |                                                 |       |
| 2.  | TRUTH                                           | 2:56  |
|     |                                                 |       |
| 3.  | FREEDOM                                         | 3:25  |
|     |                                                 |       |
| 4.  | (Armed) PEACE                                   | 2:30  |
|     |                                                 |       |
| 5.  | CIVILISATION                                    | 4:52  |
|     |                                                 |       |
| 6.  | DEMOCRACY                                       | 2:22  |
|     |                                                 |       |
| 7.  | The Song of the Martyrs                         | 4:09  |
|     |                                                 |       |
| 8.  | LAW                                             | 0:51  |
|     |                                                 |       |
| 9.  | The Song of the Monopolists                     | 1:48  |
|     |                                                 |       |
| 10. | The Song of the Dignity of Labour under Capital | 2:27  |
|     |                                                 |       |
| 11. | ALBION AWAKE!                                   | 4:08  |
|     |                                                 |       |
|     |                                                 | 32:06 |
|     |                                                 |       |
- Zachowane zostały wielkie litery w niektórych tytułach według oryginału
- Na albumie z The Art Box trzecim utworem jest "FREEDOM (Armed) PEACE"
- "Albion Awake!" jest utworem instrumentalnym, gdyż Dagmar Krause sprzeciwiła się zaśpiewaniu tego pełnego gwałtu tekstu. Niemniej jest on wydrukowany we wkładce.
- Na wydaniu winylowym stronę pierwszą tworzą utwory 1–5, a drugą – 6–11

## Opis płyty
- Producent: Art Bears
- Nagranie albumu: 24 sierpnia–7 września 1980 r.
- Studia: Sunrise Studio w Szwajcarii
- Inżynier dźwięku: Etienne Conod i Robert Vogel
- Wszystkie utwory napisane i zaaranżowane przez Chrisa Cutlera i Freda Fritha
- Teksty: Chris Cutler
- Kompozycje: Fred Frith
- Projekt okładki, zdjęcia i rytkownictwo: EM Thomas

## Wznowienie
- 24-bitowy transfer z oryginałów: Matt Murmann w Phoenix, Arizona, lato 2003
- Remastering: Bob Drake w studio Midi Pyrenees, Francja, październik 2003
- Okładka i ryciny: EM Thomas
- Wkładka do CD: Chris Cutler
- Projekt graficzny: Tim Schwartz